# 켄온 그룹
켄온 그룹(研音グループ)은 연예 기획사 〈켄온〉을 중심으로 4개의 회사로 구성된 일본의 기업으로, 일본의 대형 연예 기획사 중 하나이다. 1979년에 설립됐다.

## 그룹 기업
- 켄온 - 연예 매니지먼트.
- 켄 기획 - CM 제작.
- M.C.Cabin 음악 출판 - 음악 출판.
- Forty One - 굿즈 판매, 인터넷 관련.

## 소속 아티스트

### 여성
- 자이젠 나오미
- 센도 노부코
- 야마구치 토모코
- 타카타 마유코
- 료
- 하라 사치에
- 카타세 나나
- 이토 미사키
- 쿠로카와 토모카
- 이치카와 유이
- 아마미 유키
- 사쿠라
- 나루미 리코
- 에이쿠라 나나
- 칸노 미호
- 시다 미라이
- 카와구치 하루나
- 스기사키 하나
- 시바모토 유키
- 오오토모 카렌
- 사쿠라다 히요리
- 미즈타니 카호
- 야마가 코토코
- 야하기 호노카
- 요시카와 아이
- 야마구치 마호(NGT48 졸업생)

### 남성
- 카라사와 토시아키
- 소리마치 타카시
- 다케타케노우치 유타카
- 사와무라 잇키
- 하야미 모코미치
- 이리에 진기
- 이치카와 토모히로
- 미카미 켄세이
- 류세이 료
- 후쿠시 소타
- 야마모토 료스케
- 나가세 타스쿠
- 야마자키 이쿠사부로
- 이토 아사히
- 이치노세 하야테

### 뮤지션
켄온 소속
- 하나에 (EMI Records Japan 소속)
- SPYAIR (S)
- 이에이리 레오 (JVC 켄우드 빅터 엔터테인먼트 소속)
- Serena (S)

업무 제휴
- 코부쿠로 (미노스케 오피스 코부쿠로) (W)[출처 필요]
- UVERworld (POWERPLAY) (S)[출처 필요]
- ASIA SunRise (POWERPLAY)[출처 필요]
- THE Hitch Lowke (POWERPLAY)[출처 필요]
- THE칸 (POWERPLAY)[출처 필요]
- FUNKIST (POWERPLAY)[출처 필요]
- JUJU (S)[출처 필요]
- EXILE (LDH·엠시 캐빈 음악 출판 (켄온 그룹)) (rhythm zone 소속)[출처 필요]

### Next Generation - 차세대 스타
- 아오키 쥬나
- 키우치 마루
- 쿠로사키 레이나
- 코바야시 료타
- 세토 토시키
- 하세가와 니나
- 하세가와 리모
- 하라 나노카

## 과거 소속 아티스트

### 여성
- 아사노 유코
- 아야카
- 이케다 마키
- 이시이 아케미
- 우에하라 미사
- 에스미 마키코
- ERINA
- 오쿠다 미와코
- 카토 로사
- 카와구치 마사요
- 키타하라 미레이
- 키라리
- 켄 나오코
- 코이데 히로미
- 사이토 히로코
- Sowelu
- 소마 히로코
- 타카야마 미즈키
- 타니구치 에리
- 츠부라야 유코
- 토모에 치구사
- 나카무라 아이미
- 나카모리 아키나
- 나츠코·아키코
- 히나타 나나미
- 후루카와 리카
- 호시노 유카
- 호시무라 마이
- 호리 츠카사
- 마스다 케이코
- 마츠오 레이코
- 마츠시타 나오
- 마츠다이라 치사토
- 미즈노 하루카
- 무쿠노키 미와
- 모리타 마유미
- 모리노 미쿠
- 모로오카 나호코
- 야마모토 유카리

### 남성
- 오카모토 류타
- 오시오 마나부
- 카이토 켄
- 히라야마 히로유키
- 코하시 켄지
- 후카미 모토키
- 호리에 준
- 이시카와 신이치로
- 쿠사카와 유마
- 사다오카 테츠히사
- 히라이 켄
- 미즈시마 히로
- 바바 토시히데
- 마츠다 쇼타

### 그룹
- The brilliant green
  - Tommy heavenly6
- savage genius
- SURFACE
- 스타보
- 나나무지카
- BEE PUBLIC
- 조비 조바
- YeLLOW Generation
- 도쿄 Q 채널
- infix